# Digenea
Die Digenea sind eine Unterklasse der Saugwürmer (Trematoda), die zum Stamm der Plattwürmer gehören. Alle Arten dieser Unterklasse besitzen eine parasitische Lebensweise. Sie sind Endoparasiten und auf mindestens zwei Wirte angewiesen. Hiervon leitet sich der Name Digenea ab, was „zwei Generationen“ bedeutet. Diese Parasiten machen obligat einen Generations- und Wirtswechsel. Zu Digenea gehört die Saugwurm-Gattung Sanguinicola („Blutwürmer“), welche die Blutwurmkrankheit (Sanguinicolose) verursachen.
Sie ist möglicherweise die größte Klasse von Parasiten, die vielzelliger Tiere befallen.

## Merkmale
Adulte Individuen der Klasse Digenea haben eine für alle Plattwürmer typische, abgeplattete und längliche Form.

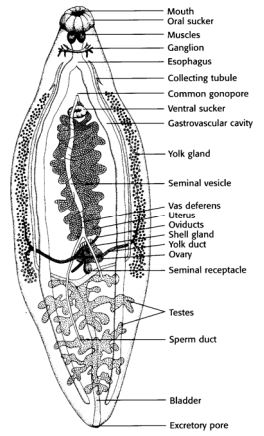
Morphologie des chinesischen Leberegels. Mouth=Mundöffnung, Oralsucker=Mundsaugnapf, Esophagus=Ösophagus, collecting tubule=Sammelrohr, common gonopore=gemeinsame Geschlechtsöffnung, Yolk Gland=Dotterstock, seminal vesicle=Samenbläschen, Vas deferens=Samenleiter, Oviducts=Eileiter, Shell gland=Mehlis-Drüse, Yolk duct=Dottergang, Ovary=Eierstock, Seminal receptacle=Receptaculum seminis, Testes=Hoden, Sperm duct=Samenleiter

Digenea sind meist Zwitter. Der männliche Geschlechtsapparat besteht aus den beiden Hoden (Testes), bei einigen Arten ist nur ein Hoden ausgebildet. Aus jedem Hoden entspringt ein Samenleiter (Vas deferens), der zur Geschlechtsöffnung (Genitalpore) führt. Auf dem Weg dahin durchzieht er den bei vielen Arten vorhandenen muskulösen Cirrussack und erweitert sich dort zu einem Samenbläschen. Das Endsegment bildet das männliche Begattungsorgan (Cirrus). Der weibliche Geschlechtsapparat besteht aus den Eierstock (Ovarium), in dem die Geschlechtszellen gebildet werden. Zu ihnen gesellt sich der Dotterstock (Vitellarium), in dem Dotterzellen und Proteine, Lipide und Glykogen für die Schalenhaut und die Ernährung des Embryos produziert werden. Vom meist unpaaren Eierstock führt ein kurzer Eileiter (Oviduct) zum Samenbläschen (Receptaculum seminis) in dem die Spermien gespeichert werden. In den Eileiter mündet auch der Dotterstock. Der Eileiter erweitert sich zur Ootype. Diese ist von den Zellen der Mehlis-Drüse umgeben. Ihre Funktion ist nicht abschließend geklärt, vermutlich fördert ihr Sekret die Zusammenballung der Dotterstockprodukte zur Schalenhaut. Nach der Ootype folgt der Uterus, der zur Geschlechtsöffnung (Genitalpore) führt. Beim manchen Arten ist dessen Ende durch Muskulatur verstärkt, was als Metraterm bezeichnet wird. Bei der Begattung wird das männliche Begattungsorgan (Cirrus) in den Uterus, manchmal auch in den Laurer-Kanal eingeführt. Der Laurer-Kanal ist ein bei vielen Digenea vorhandener zusätzlicher Gang, der vom Eileiter auf die rückenseitige Körperoberfläche führt und ebenfalls als Spermienspeicher fungiert.
Digenea-Arten haben mehrere juvenile Stadien. Das Mirazidium hat eine Größe von bis zu 200 μm und bewimperte Epidermiszellen. Im Stadium der Sporozyste hat der Körper abgerundete Enden und eine Zellschicht umgibt den Hohlraum des Körpers, in dem sich Redien bzw. Zerkarien entwickeln. Redien verfügen über einen Pharynx, einen blind endenden Darm und ein Nervensystem. Zerkarien haben bereits die Organisation von Trematoden, jedoch ohne Entwicklung der Geschlechtsorgane. Sie haben einen Ruderschwanz, mit dem sie sich im Wasser fortbewegen. Digenea ist die einzige Klasse, in der während der Entwicklung die Generation der Zerkarien ausbildet.

## Entwicklung

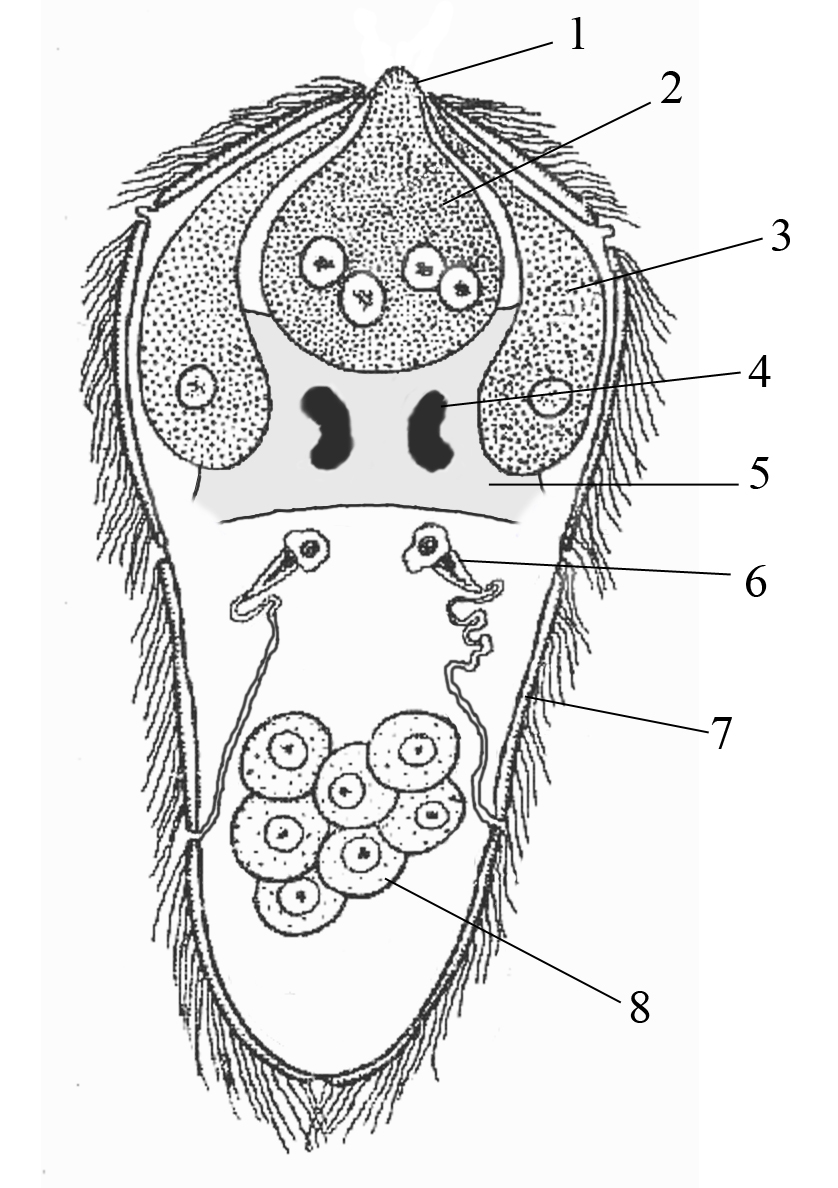
Miracidium

Die Entwicklung erfolgt über mehrere Larvenstadien hinweg. Zuerst werden die Eier in wässrigen Umgebungen abgegeben, wo sie zum Mirazidium, einer frei schwimmenden Larve, heranwachsen. Die Larve dringt in Weichtier, beispielsweise Schnecke ein und reift zu einer Sporozyste mit Redien heran. Bei manchen Arten fehlt die Rediengeneration, dort bilden sich direkt Zerkarien. Die Zerkarie verlässt den Wirt und kann sich eigenständig im Wasser frei bewegen. Als zweiter Zwischenwirt wird ein Fisch oder Wirbelloser von der Zerkarie befallen; dort versetzt der Parasit sich in einen „Wartemodus“ in Form einer Metazerkarie. Sie wartet, bis dieser Zwischenwirt vom Endwirt, der immer ein Wirbeltier ist, verspeist wird. Im Endwirt angekommen ernährt sich der Wurm von diesem und ist fähig, Nachkommen zu zeugen. Dies geschieht meist durch Selbstbefruchtung, da die meisten Digenea zwittrig sind. Die Eier werden letztendlich über Ausscheidungen abgegeben, so dass ein neuer Entwicklungszyklus beginnen kann.
Die ersten Generationen pflanzen sich hierbei asexuell durch Parthenogenese oder Knospung fort, lediglich bei der letzten Generation im Endwirt erfolgt eine geschlechtliche Fortpflanzung.

## Historische Forschung
Jean de Brie war der erste, der 1379 einen Leberegel beschrieb. Laurent Garcin beschrieb 1730 mit Hirudinella marina, heute bekannt als Hirudinella ventricosa, eine Digenea-Art, die bis heute zuordenbar ist.
Otto Friedrich Müller entdeckte 1773 Zerkarien. Er nahm an, dass es sich um adulte Würmer handelte und gab dieser vermeintlichen Gattung den Namen Cercaria.
Im Jahr 1842 formulierte Japetus Steenstrup seine Hypothese zum Generationswechsel bei Würmern, die am Ende des 19. Jahrhunderts fast zeitgleich von Rudolf Leuckart und Algernon Thomas anhand des Beispiels des Großen Leberegels unabhängig voneinander beschrieben wurde. Julius Victor Carus benutzte erstmals 1863 den Namen „Digenea“ und definierte diese Gruppe so, dass bei den Tieren ein Larvenstadium in Weichtieren und sexuelle Fortpflanzung in Wirbeltieren vorliegt.

## Systematik
Die Systematisierung auf Ebene der Unterordnungen wurde traditionell auf der Basis der Genese der Exkretionsblase vorgenommen. Danach ergaben sich zwei Überordnungen, Anepitheliocystidia mit den Ordnungen Strigeata und Echinostomida sowie Epitheliocystidia mit den Ordnungen Plagiochiata und Opisthorchiata.
Die aktuell umfassendste Untersuchung zur Phylogenetik von Olson et al. teilt Digenea hingegen in zwei Ordnungen auf:
- Diplostomida Olson, Cribb, Tkach, Bray & Littlewood, 2003 - 1 Unterordnung mit 3 Überfamilien.
- Plagiorchiida La Rue, 1957 – je nach Quelle 10[11] bis 13 Unterordnungen mit 19 Überfamilien.[12]

Die Aufteilung in drei Gruppen auf Ordnungsebene Strigeida, Echinostomida und Plagiorchiida wird durch die molekulare Phylogenetik nicht gestützt. Strigeida wird als Synonym von Diplostomida und Echinostomida als Synonym von Plagiorchiida angesehen.
Die Digenea bestehen aus 80 Familien.
- Ordnung Diplostomida

- Unterordnung Diplostomata

- Überfamilie Brachylaimoidea Joyeux & Foley, 1930

- Brachylaimidae Joyeux & Foley, 1930. Erwachsene Würmer parasitieren in Säugern, Vögeln und gelegentlich Amphibien. Zwischenwirte sind Landschnecken.
- Leucochloridiidae Poche, 1907

- Überfamilie Diplostomoidea Poirier, 1886

- Brauninidae Wolf, 1903
- Cyathocotylidae Mühling, 1898
- Diplostomidae Poirier, 1886
- Proterodiplostomidae Dubois, 1936
- Strigeidae Railliet, 1919

- Überfamilie Schistosomatoidea Stiles & Hassall, 1898

- Aporocotylidae Odhner, 1912

Bilharziose-Kreislauf: Zwischenwirte sind Wasserschnecken. Als Zerkarien dringen die Erreger durch die Haut in den Körper ein.

- Schistosomatidae Stiles & Hassall, 1898. Schistosoma, Pärchenegel. Erreger der Bilharziose
- Spirorchiidae Stunkard, 1921

- Ordnung Plagiorchiida

- Unterordnung Apocreadiata

- Überfamilie Apocreadioidea Skrjabin, 1942

- Apocreadiidae Skrjabin, 1942

- Unterordnung Bivesiculata

- Überfamilie Bivesiculoidea

- Bivesiculidae Yamaguti, 1934

- Unterordnung Bucephalata

- Überfamilie Bucephaloidea Poche, 1907

- Bucephalidae Poche, 1907
- Nuitrematidae Kurochkin, 1975

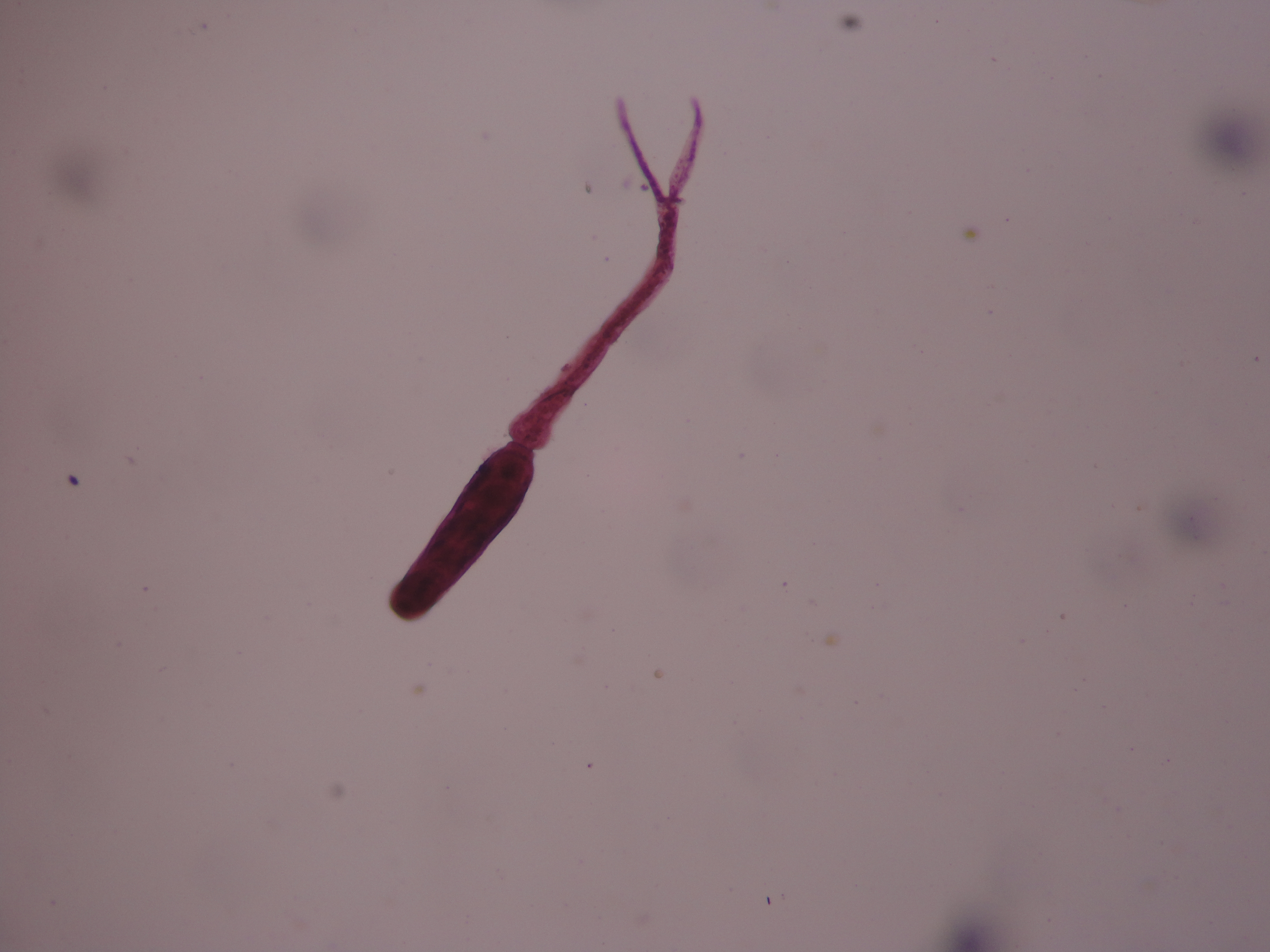
Zerkarien werden von Wasserschnecken freigesetzt und durchbohren die Haut von Säugetieren.

- Überfamilie Gymnophalloidea Odhner, 1905

- Botulisaccidae Yamaguti, 1971
- Fellodistomidae Nicoll, 1909
- Gymnophallidae Odhner, 1905
- Tandanicolidae Johnston, 1927

- Unterordnung Echinostomata

- Überfamilie Echinostomatoidea Looss, 1902

- Calycodidae Dollfus, 1929
- Cyclocoelidae Stossich, 1902
- Echinochasmidae Odhner, 1910
- Echinostomatidae Looss, 1899
- Eucotylidae Cohn, 1904

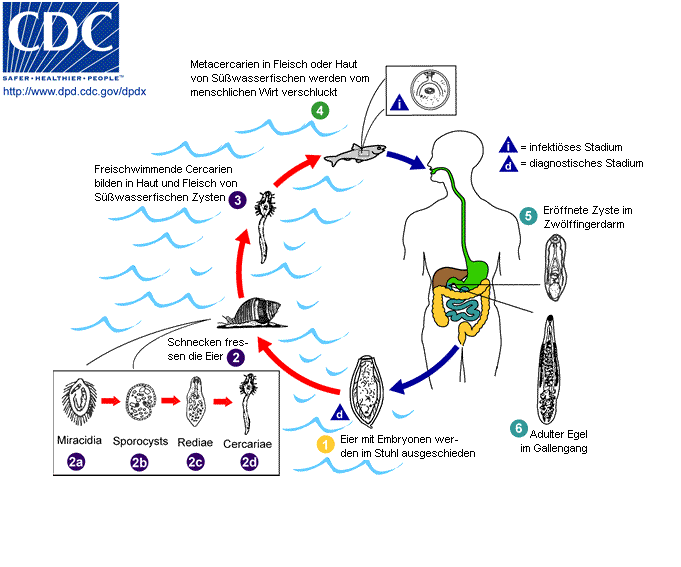
Lebenszyklus des chinesischen Leberegels: Nach Wasserschnecken parasitiert der Erregen in Fischen. Werden sie ungenügend gekocht oder roh verzehrt, können sie Menschen infizieren.

- Fasciolidae Railliet, 1895. Großer Leberegel (Fasciola hepatica) Humanpathogener Parasit von Rindern, Schafen und Schweinen
- Himasthlidae Odhner, 1910
- Philophthalmidae Looss, 1899
- Psilostomidae Looss, 1900
- Rhytidodidae Odhner, 1926
- Typhlocoelidae Harrah, 1922

- Unterordnung Haplosplanchnata

- Überfamilie Haplosplanchnoidea Poche, 1925

- Haplosplanchnidae Poche, 1926

- Unterordnung Hemiurata

- Überfamilie Azygioidea Lühe, 1909

- Azygiidae Lühe, 1909

- Überfamilie Hemiuroidea Looss, 1899

- Accacoeliidae Odhner, 1911
- Bathcotylidae Dollfus, 1932
- Bathycotylidae Dollfus, 1932
- Derogenidae Nicoll, 1910
- Dictysarcidae Skrjabin & Guschanskaja, 1955
- Didymozoidae Monticelli, 1888
- Gonocercidae Skrjabin & Guschanskaja, 1955
- Hemiuridae Looss, 1899
- Hirudinellidae Dollfus, 1932
- Isoparorchiidae Travassos, 1922
- Lecithasteridae Odhner, 1905
- Ptychogonimidae Dollfus, 1937
- Sclerodistomidae Odhner, 1927
- Sclerodistomoididae Gibson & Bray, 1979
- Syncoeliidae Looss, 1899

- Unterordnung Heronimata

- Überfamilie Heronimoidea Ward, 1918

- Heronimidae Ward, 1918

- Unterordnung Lepocreadiata

- Überfamilie Lepocreadioidea Odhner, 1905

- Aephnidiogenidae Yamaguti, 1934
- Deropristidae Cable & Hunninen, 1942
- Enenteridae Yamaguti, 1958
- Gorgocephalidae Manter, 1966
- Gyliauchenidae Fukui, 1929
- Lepidapedidae Yamaguti, 1958
- Lepocreadiidae Odhner, 1905
- Liliatrematidae Gubanov, 1953

- Unterordnung Monorchiata

- Überfamilie Monorchioidea Odhner, 1911

- Lissorchiidae Magath, 1917
- Monorchiidae Odhner, 1911

- Unterordnung Opisthorchiata

- Überfamilie Opisthorchioidea Braun, 1901

- Cryptogonimidae Ward, 1917
- Heterophyidae Leiper, 1909. Heterophyes heterophyes: Humanpathogener Parasit von Hunden und Katzen, Metagonimus yokogawai
- Opisthorchiidae Looss, 1899. Clonorchis sinensis (chinesischer Leberegel)

- Unterordnung Pronocephalata

- Überfamilie Paramphistomoidea Fischoeder, 1901

- Cladorchiidae Fischoeder, 1901
- Mesometridae Poche, 1926
- Microscaphidiidae Looss, 1900
- Paramphistomidae Fischoeder, 1901. Gastrodiscoides hominis: Humanpathohener Darmparasit zahlreicher Vertebraten

- Überfamilie Pronocephaloidea Looss, 1899

- Labicolidae Blair, 1979
- Notocotylidae Lühe, 1909
- Nudacotylidae Barker, 1916
- Opisthotrematidae Poche, 1926
- Pronocephalidae Looss, 1899
- Rhabdiopoeidae Poche, 1926

- Unterordnung Transversotremata

- Überfamilie Transversotrematoidea Witenberg, 1944

- Transversotrematidae Witenberg, 1944

- Unterordnung Xiphidiata

- Überfamilie Allocreadioidea Looss, 1902

- Acanthocolpidae Lühe, 1906
- Allocreadiidae Looss, 1902
- Batrachotrematidae Dollfus & Williams, 1966
- Brachycladiidae Odhner, 1905
- Opecoelidae Ozaki, 1925

- Überfamilie Gorgoderoidea Looss, 1901

- Callodistomidae Odhner, 1910
- Dicrocoeliidae Looss, 1899
- Gorgoderidae Looss, 1899

- Überfamilie Haploporoidea Nicoll, 1914

- Atractotrematidae Yamaguti, 1939
- Haploporidae Nicoll, 1914

- Überfamilie Microphalloidea Ward, 1901

- Diplangidae Yamaguti, 1971
- Exotidendriidae Mehra, 1935
- Faustulidae Poche, 1926
- Microphallidae Ward, 1901
- Pachypsolidae Yamaguti, 1958
- Phaneropsolidae Mehra, 1935
- Pleurogenidae Looss, 1899
- Prosthogonimidae Lühe, 1909
- Renicolidae Dollfus, 1939
- Zoogonidae Odhner, 1902. Fischparasiten.

- Überfamilie Plagiorchioidea Lühe, 1901

- Auridistomidae Lühe, 1901
- Brachycoeliidae Looss, 1899
- Cephalogonimidae Looss, 1899. Dünndarmparasiten von Tauben, auch Enten, selten Frösche.
- Choanocotylidae Jue Sue & Platt, 1998
- Echinoporidae Krasnolobova & Timofeeva, 1965
- Encyclometridae Mehra, 1931
- Leptophallidae Dayal, 1938
- Macroderoididae McMullen, 1937
- Meristocotylidae Fischthal & Kuntz, 1981
- Ocadiatrematidae Fischthal & Kuntz, 1981
- Orientocreadiidae Yamaguti, 1958
- Plagiorchiidae Lühe, 1901
- Styphlotrematidae Baer, 1924
- Telorchiidae Looss, 1899. Parasitieren im Darm von Schildkröten und anderen Reptilien sowie Amphibien. Schnecken fungieren als Zwischenwirte.
- Thrinascotrematidae Jue Sue & Platt, 1999
- Urotrematidae Poche, 1926